# Chauffour-sur-Vell
 Chauffour-sur-Vell  là một xã thuộc tỉnh Corrèze trong vùng Nouvelle-Aquitaine miền trung Pháp.